# 1742 en science
| Années de la science : 1739 - 1740 - 1741 - 1742 - 1743 - 1744 - 1745    |
| Décennies de la science : 1710 - 1720 - 1730 - 1740 - 1750 - 1760 - 1770 |

Cet article présente les faits marquants de l'année 1742 en science.

## Événements
- 2 février : James Bradley est nommé astronome royal en Grande-Bretagne[1].
- 19 mars : le marquis de Bacqueville est le premier homme à réussir à voler : il traverse la Seine avec de grandes ailes fixées sur ses bras et ses jambes. Il tombe quand le vent faiblit et se casse une jambe[2].
- 7 juin : Christian Goldbach formule de la conjecture de Goldbach dans une lettre à Leonhard Euler[3].

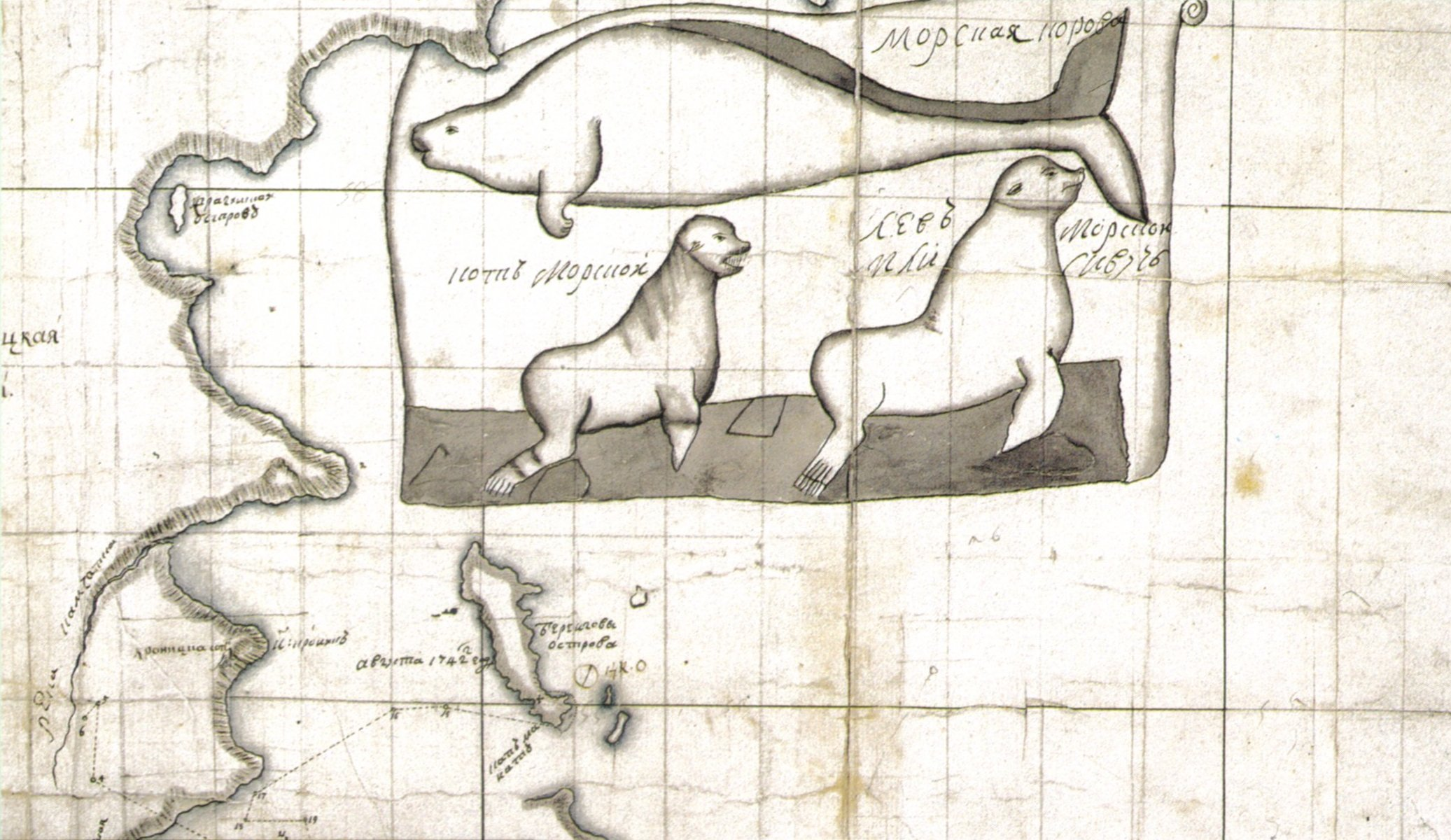
Détail d'une carte de l'est du Kamchatka avec les dessins du rhytine de Steller, de l'otarie à fourrure du Nord et du lion de mer de Steller réalisées par le membre de l'expédition Béring S. Khitrov.

- 12 juillet : le naturaliste allemand Georg Wilhelm Steller décrit la rhytine de Steller, un mammifère marin tué sur l'île Béring ; après une chasse intensive, le dernier spécimen connu est tué en 1768[4].
- 13 novembre : Johan Ludvig von Holstein, comte de Holstein-Ledreborg, et l'historien et philologue Hans Gram créent à Copenhague l’Académie royale danoise des sciences et des lettres[5].
- 21 novembre : les religieux et mathématiciens Roger Joseph Boscovich, François Jacquier et Thomas Leseur sont chargés par le pape Benoît XIV de trouver pourquoi le toit de la basilique Saint-Pierre se lézarde[6].

- Le savant suédois Anders Celsius propose dans les Actes de l'Académie suédoise des sciences (Vetenskapsakademiens handlingar (sv)) l'échelle de températures qui porte son nom[7].
- James Short fabrique à Londres un grand télescope à réflexion d'une longueur focale de 12 pieds avec un miroir parabolique de 18 pouces de diamètre pour le duc de Marlborough[8].

## Publications
- Joseph Hurlock : A Practical Treatise upon Dentition, or The breeding of teeth in children, le premier traité en anglais sur la dentition.
- Benjamin Robins : New Principles of Gunnery (Nouveaux principes d'artillerie). Il met au point le pendule balistique permettant de mesurer la vitesse d'un projectile[9].

## Prix
- Médailles de la Royal Society
  - Médaille Copley : Christopher Middleton

## Naissances

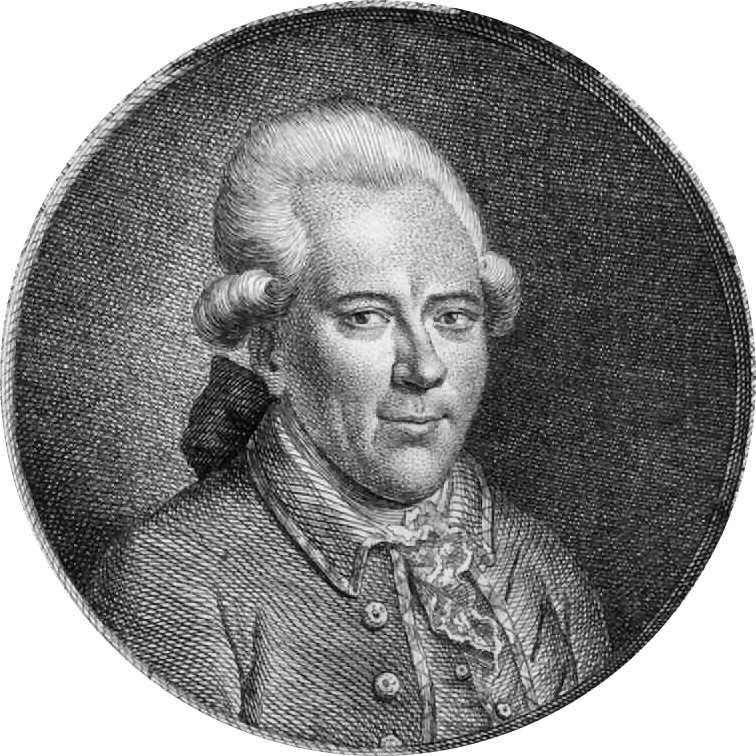
Georg Christoph Lichtenberg

- 5 janvier : Antoine Portal (mort en 1832), médecin, anatomiste, biologiste et historien de la médecine français.
- 12 mars : Arnould Carangeot (mort en 1806), naturaliste et minéralogiste français[10].
- 3 avril : Eugène Louis Melchior Patrin (mort en 1815), minéralogiste et naturaliste français[11].
- 12 avril : Jean-Jacques de Marguerie (mort en 1779), mathématicien français.
- 1er juillet : Georg Christoph Lichtenberg (mort en 1799), philosophe, écrivain et physicien allemand.
- 6 août : Georg Jonathan von Holland (mort en 1784), mathématicien et philosophe allemand.
- 14 août : Antoine-Louis Brongniart (mort en 1804), chimiste français.
- 15 août : Germain Lenormand (mort en 1806), mathématicien et éducateur français.
- 26 octobre : Charles-François Dupuis (mort en 1809), érudit, scientifique et homme politique français.
- 6 décembre : Nicolas Leblanc (mort en 1806), médecin et chimiste français.
- 9 décembre : Carl Wilhelm Scheele (mort en 1786), chimiste suédois.

## Décès

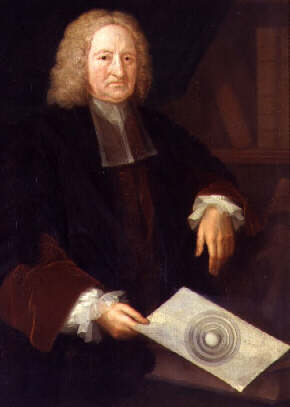
Edmond Halley

- 14 janvier : Edmond Halley (né en 1656), astronome et ingénieur britannique.
- 17 février : Kilian Stobæus (né en 1690), médecin et naturaliste suédois.
- 28 février : Willem Jacob 's Gravesande (né en 1688), juriste et diplomate des Provinces-Unies, passionné par les sciences et l'expérimentation.
- 2 avril : James Douglas (né en 1675), médecin et anatomiste britannique.
- 26 avril : Jérôme Jean Pestalozzi (né en 1674), médecin français.
- 12 mai : Joseph Privat de Molières (né en 1677), physicien et mathématicien français.
- 21 mai : Lars Roberg (né en 1664), médecin et anatomiste suédois.
- 4 juillet : Luigi Guido Grandi (né en 1671), prêtre, philosophe, mathématicien et ingénieur italien.
- 22 septembre : Fréderic Louis Norden (né en 1708), explorateur danois.
- 12 novembre : Friedrich Hoffmann (né en 1660), médecin et chimiste allemand.
- 31 décembre : Louis Bourguet (né en 1678), géologue, naturaliste, mathématicien, philosophe et archéologue français.